# Carl Budischowsky

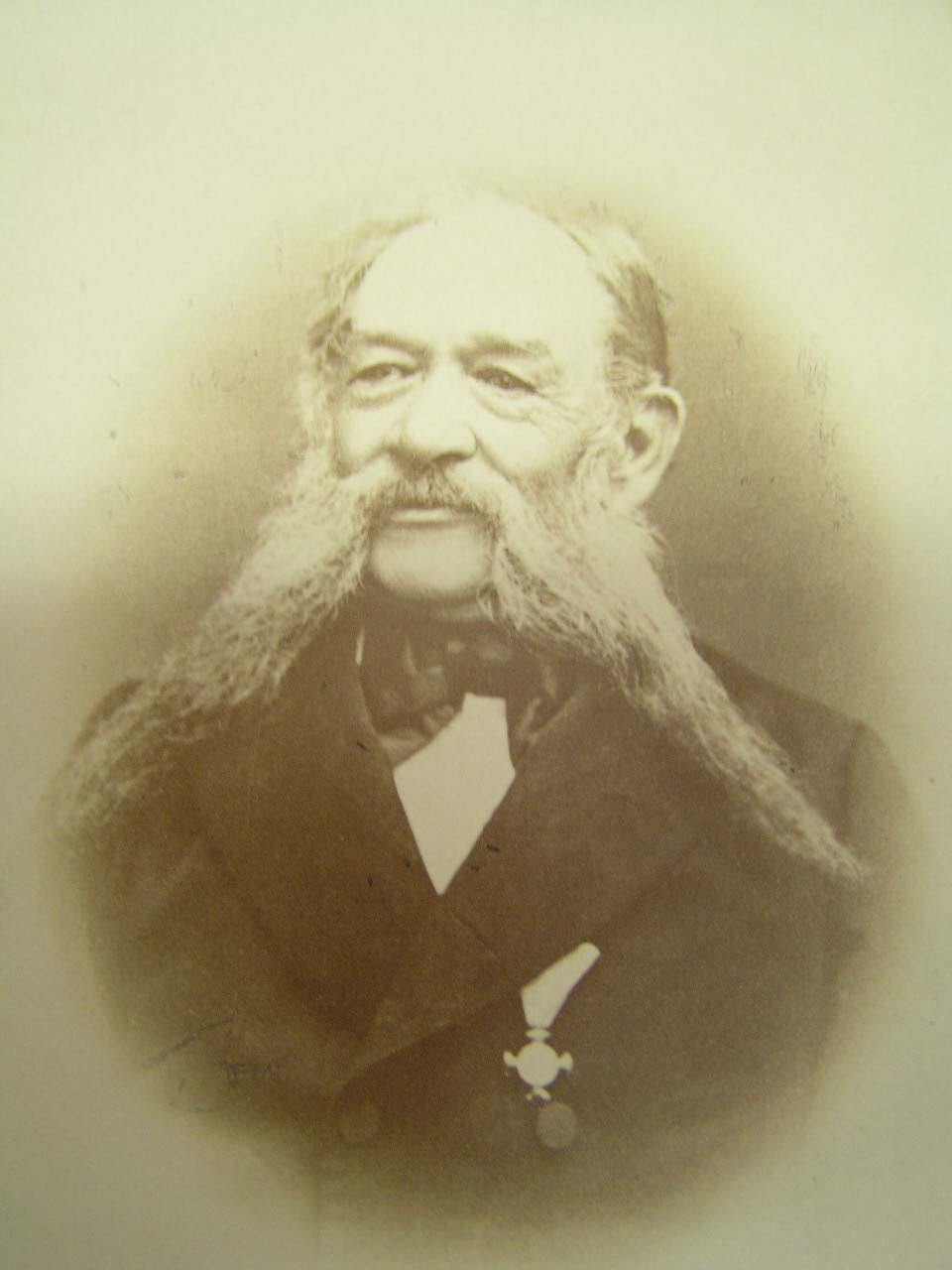
Carl Budischowsky

Carl Ferdinand Leopold Budischowsky (* 24. Oktober 1810 in Třebíč; † 26. April 1884 ebenda) war ein mährischer Unternehmer.

## Leben
Budischowsky erlernte das Gerberhandwerk, erwarb das Bürgerrecht in Třebíč und legte die Meisterprüfung ab. 1835 gründete er seine erste Firma, die er durch Zukauf einer ehemaligen Mühle in Třebíč-Borovina 1842 erweiterte. Die Firma Carl Budischowsky war offizieller Lieferant von Ledererzeugnissen der k.k. Armee. Mit der Zeit wurden auch die türkische, russische sowie die mexikanische Armee beliefert.
1871 änderte sich der Name der Firma in „Carl Budischowsky & Söhne“ (C.B.S.). Seit den 1870er-Jahren hatte die Firma auch eine Filiale in Wien, wo sie zu den bevorzugten Zulieferern von Schuhmachern gehörte. Besonders enge Beziehungen bestanden zu der legendären Firma Franz Baron.
Ende der 1880er Jahre beschäftigte die Firma Budischowsky im heimatlichen Třebíč knapp 600 Personen.
Von Carl Budischowsky wurden für die damalige Zeit neue und moderne Technologien eingeführt: Dampfmaschinen, chemische Lederreinigung, Wasserkläranlage etc. Als Vorbild dienten Unternehmen in den USA und Großbritannien.